# اوکسانا کنژنیک
اوکسانا کنژنیک (انگلیسی: Oksana Knizhnik؛ زادهٔ ۳ ژانویهٔ ۱۹۷۷) ورزشکار ژیمناست‌ اهل اوکراین است که در المپیک حضور داشته است.